# Nậm Chim (Bắc Yên)
Nậm Chim hay Suối Chim là phụ lưu nhỏ cấp 1 ở bờ trái sông Đà, chảy ở huyện Bắc Yên, tỉnh Sơn La, Việt Nam .
Nậm Chim dài chừng 32 km.

## Dòng chảy
Nậm Chim bắt nguồn từ các suối ở cực bắc xã Xím Vàng 21°23′17″B 104°23′23″Đ / 21,38806°B 104,38972°Đ, huyện Bắc Yên, chảy uốn lượn về hướng tây nam. Một đoạn dài của nó là ranh giới hai xã Hang Chú và Xím Vàng.
Sang xã Chim Vàn nó chảy qua bản Chim Thượng, rồi đổ vào sông Đà ở bờ trái.

## Thủy điện
Là suối nhỏ nhưng Nậm Chim có tiềm năng thủy điện lớn, với 3 công trình đã hoạt động.
- Thủy điện Nậm Chim 1 công suất 16 MW, khởi công 06/2006, hoàn thành 04/2010 [3][4].
- Thủy điện Nậm Chim 1A công suất 10 MW, hoàn thành 2015 [5].
- Thủy điện Nậm Chim 2 công suất 14 MW tại bản Chim Thượng, xã Chim Vàn, hoàn thành 2015 [3][6].